# 1993 год в телевидении
Список 1993 год в телевидении описывает события в мире телевидения, произошедшие в 1993 году.

## События

### Январь
- 1 января — Начало вещания телеканалов «Северная корона», ТВ-6, BIZ-TV, AMTV и Euronews.
- 3 января 
  - Начало вещания телекомпании «СИНВ».
  - На канале «РТР» состоялась премьера детского блока «Волшебный мир Диснея». (сначала премьерные показы мультсериалов «Новые приключения Винни-Пуха» и «Чёрный Плащ»)
  - На «1-м канале Останкино» состоялась премьера блока «Мультфейерверк». (сначала премьерные показы мультсериалов «Каспер и его друзья» и «Настоящие охотники за привидениями»)

### Февраль
- 10 февраля — На «1-м канале Останкино» вышла в эфир телеигра «L-клуб» с Леонидом Ярмольником.

### Март
- 1 марта — Начало вещания «Ильичёвского телевидения»[1].
- 8 марта — Начало вещания французского телеканала «Série Club».
- 13 марта — Начало вещания украинского донецкого телеканала «Украина».
- 15 марта
  - Начало вещания красноярского телеканала «Афонтово».
  - Начало вещания курского телеканала «Такт».

### Апрель
- 1 апреля — На канале «РТР» вышел совместный первоапрельский выпуск «Джентльмен & Маски-шоу».
- 12 апреля — Начало вещания казахского телеканала «31 канал».
- 19 апреля — Начало вещания петербургского телеканала «Рег ТВ» («Региональное телевидение»).

### Май
- 10 мая — На канале «РТР» вышел первый выпуск юмористической телепередачи «Городок» в честь 2-летия телеканала.
- 13 мая — Начало вещания волгоградского телеканала «Ахтуба-ТВ».
- 22 мая — На «1-м канале Останкино» вышла в эфир детская развлекательная телеигра «Зов джунглей».

### Июль
- 5 июля — Начало вещания ярославского «Городского телеканала»[2].
- 19 июля — Начало вещания НВС.
- 25 июля — Начало вещания ижевского телеканала «Телеинформ».

### Сентябрь
- 4 сентября — На телеканале «2x2» состоялся премьерный показ многосерийного телевизионного мультсериала «Черепашки-ниндзя».
- 18 сентября — Часть журналистов 1-го канала Останкино Михаил Осокин, Евгений Киселёв, Татьяна Миткова, в том числе корреспонденты из-за разногласий с председателем РГТРК «Останкино» Вячеславом Брагиным, покинули этот канал и перешли на «НТВ», передачи которого будут выходить на Пятом канале.

### Октябрь
- 3 октября — В связи с вооружённой осадой телецентра «Останкино» прервано вещание «1» и «4-го канала Останкино», «НТВ», «ТВ-6» и «МТК». В эфире остались телеканал «РТР» на 5-й улице Ямского поля, 19/21 и «Пятый канал» из Санкт-Петербурга на улице Чапыгина, 6.
- 4 октября — Начало вещания новосибирского телеканала «НТН-12».
- 10 октября — Начало вещания НТВ в 21:00 (в Санкт-Петербурге).
- 25 октября 
  - Смена логотипа и графического оформления на «РТР». С тех пор логотип находится на экране постоянно, во время всех передач и художественных фильмов.
  - Начало вещания днепропетровского «34 канала».

### Ноябрь
- 1 ноября — Начало вещания воронежского телеканала «ВТВ».
- 7 ноября — На «1-м канале Останкино» вышло в эфир ток-шоу Владимира Познера «Мы».
- 9 ноября — На «1-м канале Останкино» вышла в эфир документальная биографическая программа Леонида Филатова «Чтобы помнили».
- 20 ноября — На «1-м канале Останкино» вышел в эфир первый выпуск кулинарно-развлекательной программы «Смак» с Андреем Макаревичем.

### Декабрь
- 1 декабря — Начало вещания немецкого музыкального телеканала «VIVA».
- 12 декабря — В Венгрии серия мультсериала «Утиные истории» под названием «Рыба-кит большие хлопоты сулит» была неожиданно прервана[венг.] из-за смерти премьер-министра Йожефа Анталла[3] и редакторы программы Венгерского телевидения[венг.] просто забыли заменить показ серии. Спустя много лет канал RTL Klub[венг.] показал её.
- 13 декабря — На «1-м канале Останкино» вышла в эфир документальная программа «В поисках утраченного».
- 16 декабря — На «1-м канале Останкино» состоялась премьера юмористической программы «Белый попугай».

## Без даты
- Смена названия магаданского телеканала «Магадантелекабель» в «МТК-Видео».
- Начало вещания хабаровского телеканала «СЭТ».
- Начало вещания читинского телеканала «Антенна».

## Родились
- 14 июня — Татьяна Сальникова — российская телеведущая и корреспондент.
- 19 ноября — Анастасия Новомлинова — российская телеведущая.